# (144769) Zachariassen
(144769) Zachariassen est un astéroïde de la ceinture principale.

## Description
(144769) Zachariassen est un astéroïde de la ceinture principale. Il fut découvert le 19 avril 2004 à Vail-Jarnac par Tom Glinos et David H. Levy. Il présente une orbite caractérisée par un demi-grand axe de 3,12 UA, une excentricité de 0,05 et une inclinaison de 1,1° par rapport à l'écliptique.

## Compléments